# Utoljára látható
Az Utoljára látható (1990) Douglas Adams és Mark Carwardine közösen írt könyve a kihalás szélén álló állatfajokról.
Az Utoljára látható helyszíne a Föld, az idő a jelenkor. A könyv a kihalás szélén álló állatokat veszi sorra, és megpróbálja feltárni az okokat is, amiért ezek az állatok a kihalás szélére kerültek.
„Jó, felteszem, a pingvin is elég különös teremtmény, ha végiggondolja az ember, de elég robusztus is, és az a madár tökéletesen alkalmazkodott ahhoz a világhoz, amelyikben találta magát, olyan értelemben, ahogy a kakapó nem. A kakapó más korban élő madár. Ha az ember belenéz nagy, kerek, zöldeskék arcába, olyan derűsen ártatlanul értetlen a tekintete, hogy az ember legszívesebben megölelné, és azt mondaná neki, minden rendben lesz, bár tudja, hogy valószínűleg nincs igaza.”

## A könyv fejezetei

### Előszó
írta: Douglas Adams

### Gally-technológia
- helyszín: Madagaszkár
- főszereplő: véznaujjú maki

### Itt csirkék vannak
- helyszín: Komodo (Indonézia)
- főszereplő: komodói varánusz

### Leopárdbőr kalap
- helyszín: Zaire (ma: Kongói Demokratikus Köztársaság)
- főszereplő: fehér orrszarvú, hegyi gorilla

### Szívverések az éjszakában
- helyszín: Új-Zéland
- főszereplő: kakapó

### Vak pánik
- helyszín: Jangce, (Kína)
- főszereplő: baiji delfin

### Véresen vagy félig sülten?
- helyszín: Mauritius, Rodrigues-szigetek
- főszereplő: mauritiusi madarak (dodó), Rodriguez-szigeti repülőkutya

### Parázskaparás
A Szibilla-könyvek története DNA tolmácsolásában.

### Mark utószava
írta: Mark Carwardine

### Még egy esély…
A könyvben szereplő állatok védelmét szolgáló alapítványok adatai.

## Magyarul
- Douglas Adams–Mark Carwardine: Utoljára látható; ford. Gedeon Béla; Gabo, Bp., 2000

## Külső hivatkozások
- A Sulinet Douglas Adamsről, az Utoljára láthatóról és a kakapóról
- Veszélyeztetett állatok listája a Vörös Könyvből